# Stuart Gillard
Stuart Gillard (Coronation, 28 aprile 1950) è un regista, sceneggiatore, attore e produttore televisivo canadese.

## Biografia
Ha diretto film come Tartarughe Ninja III (1993), Come ho conquistato Marte (1997) e la miniserie tv Creatura (1998).
Inoltre ha scritto e diretto nel 1982 il film romantico Paradise, che è stato il suo debutto alla regia. 
Nel 1975 Gillard vinse il Canadian Film Award come miglior attore per la sua interpretazione nel film Why Rock the Boat?.
Come regista televisivo, Gillard ha diretto episodi di numerose serie televisive, tra le quali Bordertown, Oltre i limiti, Streghe, One Tree Hill e 90210. Ha inoltre diretto numerosi film televisivi, molti dei quali per i canali ABC Family e Disney Channel.

## Filmografia

### Regista

#### Cinema
- Prigione modello (Doin' Time), regia di George Mendeluk (1985)
- Guerra o morte (Taking Liberty) (1993)
- Come ho conquistato Marte (RocketMan) (1997)
- Kart Racer (2003)

#### Televisione
- Il supermercato più pazzo del mondo (Check It Out) – serie TV, episodi 2x20 (1987)
- Disneyland – serie TV, episodi 32x3 (1987)
- Il mio amico Ultraman (My Secret Identity) – serie TV (1988)
- Le avventure di Black Stallion (The Adventures of the Black Stallion) – serie TV, episodi 1x10-1x12 (1990)
- Neon Rider – serie TV, episodi 1x16 (1990)
- Bordertown – serie TV, 14 episodi (1989-1991)
- Max Glick – serie TV, episodi 1x13 (1991)
- Fly by Night – serie TV, episodi 1x3 (1991)
- La strada per Avonlea (Road to Avonlea) – serie TV, 5 episodi (1990-1992)
- Colomba solitaria (Lonesome Dove: The Series) – serie TV, episodi 1x4 (1994)
- Bach's Fight for Freedom – film TV (1995)
- Poltergeist (Poltergeist: The Legacy) – serie TV, episodi 1x1 (1996)
- The Escape - film TV (1998)
- Creatura (Creature) – miniserie TV, episodi 1x1-1x2 (1998)
- Legacy – serie TV, episodi 1x1-1x2 (1996)
- Oltre i limiti (The Outer Limits) – serie TV, episodi 1x1-1x9-5x10 (1995-1999)
- Forbidden Island – serie TV, episodi 1x1 (1999)
- Secret Agent Man – serie TV, episodi 1x11 (2000)
- All Souls – serie TV, 5 episodi (2001)
- Attenzione: fantasmi in transito (The Scream Team) - film TV (2002)
- Queens Supreme – serie TV (2003)
- Black Sash – serie TV, episodi 1x3 (2003)
- Miracolo a tutto campo (Full-Court Miracle) – film TV (2003)
- La sfida di Jace (Going to the Mat) - film TV (2004)
- Crimini con stile (Crimes of Fashion) - film TV (2004)
- A Friend of the Family - film TV (2005)
- Twitches - Gemelle streghelle (Twitches) - film TV (2005)
- Streghe (Charmed) – serie TV, 5 episodi (2002-2006)
- Angela's Eyes – serie TV, episodi 1x12 (2006)
- L'iniziazione (The Initiation of Sarah) - film TV (2006)
- Twitches - Gemelle streghelle 2 (Twitches Too) - film TV (2007)
- Inseguendo la vittoria (The Cutting Edge 3: Chasing the Dream) - film TV (2008)
- Wargames 2 - Il codice della paura (WarGames: The Dead Code) - film TV (2008)
- One Tree Hill – serie TV, 4 episodi (2006-2008)
- Pete il galletto (Hatching Pete) - film TV (2009)
- Riverworld - film TV (2010)
- Avalon High - film TV (2010)
- Ringer – serie TV, episodi 1x10 (2011)
- Girl vs. Monster - film TV (2012)
- Emily Owens, M.D. – serie TV, episodi 1x8 (2013)
- 90210 – serie TV, 20 episodi (2009-2013)
- Beauty and the Beast – serie TV, 12 episodi (2013-2016)
- No Tomorrow – serie TV, episodi 1x2-1x7-1x13 (2016-2017)
- Reign – serie TV, episodi 3x15-4x1 (2016-2017)
- Salvation – serie TV, 4 episodi (2017-2018)
- Jane the Virgin – serie TV, episodi 1x21-4x5-5x7 (2015-2019)
- Streghe (Charmed) – serie TV, 4 episodi (2019-2020)

### Regista e sceneggiatore

#### Cinema
- Paradise (1982)
- A Man Called Sarge (1990)
- Tartarughe Ninja III (Teenage Mutant Ninja Turtles III) (1993)

#### Televisione
- Shades of Love: Indigo Autumn - film TV (1988)

### Attore

#### Cinema
- The Reincarnate, regia di Don Haldane (1971)
- The Rowdyman, regia di Peter Carter (1972)
- L'odissea del Neptune nell'impero sommerso (The Neptune Factor), regia di Daniel Petrie (1973)
- Why Rock the Boat?, regia di John Howe (1974)
- F.I.S.T., regia di Norman Jewison (1978)
- Ultimo rifugio: Antartide (Fukkatsu no hi), regia di Kinji Fukasaku (1980)
- A cuore aperto (Threshold), regia di Richard Pearce (1981)
- Prigione modello (Doin' Time), regia di George Mendeluk (1985)

#### Televisione
- Morte sui binari (She Cried Murder), regia di Herschel Daugherty - film TV (1973)
- Excuse My French – serie TV (1974)
- La famiglia Bradford (Eight Is Enough) – serie TV, episodi 2x17 (1978)
- Tre cuori in affitto (Three's Company) – serie TV, episodi 2x18 (1978)
- Cowboy D'acciaio (Steel Cowboy), regia di Harvey S. Laidman - film TV (1976)
- Can You Hear the Laughter? The Story of Freddie Prinze, regia di Burt Brinckerhoff - film TV (1979)
- Coppia di Jack (Draw!), regia di Steven Hilliard Stern - film TV (1984)
- Un anno nella vita (A Year in the Life) – serie TV, episodi 1x20 (1988)
- Shades of Love: Midnight Magic, regia di George Mihalka - film TV (1988)
- Beauty and the Beast – serie TV, episodi 2x22 (2014)

### Sceneggiatore

#### Cinema
- Spring Fever, regia di Joseph L. Scanlan (1982)

#### Televisione
- The Sonny and Cher Show – serie TV, 33 episodi (1976-1977)
- Tre cuori in affitto (Three's Company) – serie TV, episodi 2x9 (1977)
- Quark – serie TV, episodi 1x3 (1978)
- The Captain and Tennille in Hawaii, regia di John Moffitt - speciale TV (1978)
- Donny and Marie – serie TV (1979)
- Mork & Mindy – serie TV, episodi 3x7 (1980)
- If You Could See What I Hear, regia di Eric Till - film TV (1982)
- Il supermercato più pazzo del mondo (Check It Out) – serie TV, 8 episodi (1985-1987)
- All Souls – serie TV, episodi 1x1-1x4 (2001)